# Bizcochito (canción)
«Bizcochito» (estilizado en mayúsculas) es una canción grabada por la cantante y compositora española Rosalía. Es el séptimo tema de su tercer álbum de estudio, Motomami, que fue lanzado el 18 de marzo de 2022 a través de Columbia Records. La canción fue escrita y producida por la propia cantante junto a Michael Uzowuru, con David Rodríguez actuando como productor misceláneo. «Bizcochito» es un tema chiptune optimista con elementos vanguardistas impulsados por una base de dembow, instrumentación filtrada y voces ligeras. El título de la canción hace referencia al tema de 2004 «Saoco», de Wisin y Daddy Yankee, siendo la segunda vez que Rosalía hace referencia a él, la primera en su sencillo «Saoko», publicado ese mismo año.
Tras el lanzamiento de Motomami, «Bizcochito» fue aclamado por la crítica musical, con elogios dirigidos a su ritmo inspirado en los primeros videojuegos de Super Mario y al cambio de ritmo dentro del álbum, y se convirtió en un favorito de los fans casi al instante. Sin embargo, la aclamación popular fue desigual, y a menudo se convirtió en un meme en Twitter. A pesar de no haber sido promocionada como sencillo de radio, la canción alcanzó el número trece en la lista de PROMUSICAE en España, entrando también en las listas de Portugal y en el Billboard Global 200.

## Antecedentes
En noviembre de 2018, la cantante y compositora Rosalía lanzó su segundo álbum de estudio El mal querer, que escribió y coprodujo con El Guincho, su colaborador de mucho tiempo. El álbum reimagina el sonido folk y flamenco del anterior disco de Rosalía, Los ángeles (2017), mezclándolo con elementos de pop radiofónico y crossover urbano en clave experimental. Rosalía ampliaría sus horizontes y se aventuraría en el reguetón al año siguiente, llegando al público mainstream de todo el mundo con canciones como «Con altura» o «Yo x ti, tú x mí».
En la continuación de El mal querer, Motomami, Rosalía se propuso experimentar más allá del nuevo sonido flamenco de sus discos anteriores. En un principio pensaba confeccionar cuatro proyectos diferentes, Rosalía apostó por una paleta de colores a nivel sonoro, que dio como resultado Motomami. "Bizcochito" es una de las muchas canciones que Rosalía escribió durante su encierro en Miami, antes de iniciar un proceso de mezcla y masterización de nueve meses en Los Ángeles. Rosalía terminó coproduciendo la canción al igual que cualquier otro tema del álbum. «Bizcochito» fue grabado por el ingeniero y compositor David Rodríguez; y mezclado por Manny Marroquín en Larrabee, Hollywood. Chris Gehringer masterizó el tema en Nueva Jersey.
El 4 de marzo de 2022, dos semanas antes del lanzamiento de Motomami, la banda sonora de Gran Turismo 7 «Find Your Line», con «Bizcochito», fue lanzada a través de Sony Interactive. En julio, la canción se añadió a Gran Turismo 7.

## Composición
«Bizcochito» es una canción chiptune con elementos de dembow, champeta y vanguardia que dura un minuto y cuarenta y nueve segundos. Es la tercera canción más corta de Motomami y la séptima más corta de su discografía. Descrita por Rolling Stone como un tema «tan juguetón que suena como un camión de helados rodando por el barrio», durante la canción Rosalía alude a las críticas que ha recibido durante su carrera con un tono de escritura sarcástico y una tonalidad vocal «infantil» y burlesca, burlándose e infantilizando las críticas que recibe en un tono divertido. Entre las referencias líricas figuran Mala Rodríguez y Haraka Kiko. En el pre-coro canta: «Ta ra rá ta ra rá ta tá, ta ra rá ta ta rá» y en el coro canta: «Ta ra rá ta ta ta rá»; Como diciendo: “Estoy de cachondeo, estoy disfrutando, me lo estoy pasando bien. Está tarareando felizmente.
El título hace referencia a la canción de 2004 «Saoco» de Wisin y Daddy Yankee, a la que también hizo referencia en su single de 2022 «Saoko». Además, «Bizcochito» interpola «Dangerous», interpretada por Busta Rhymes y samplea la última parte de un tema inédito de rap freestyle producido por El Guincho que cantó durante los bises de El Mal Querer Tour. Otras inspiraciones melódicas son Mr. Vegas, Plan B, Tokischa, Las Guanabanas, Master Joe, Ivy Queen, El General, Popcaan, Héctor "El Father", Rochy RD y el tema de Super Mario Bros.

## Créditos y personal
Créditos adaptados de las notas del álbum de Motomami.
Publicación
- Publicado por Songs of Universal, Inc. O/b/O sí mismo y La Guantera Publishing (BMI) / Universal Music Corp. O/b/O mismo y Beyond Category LLC (BMI).
- Grabado por David Rodríguez en Motomami House en Miami, Florida y Dejavú Apartment en Los Ángeles, California.
- Mezclado por Manny Marroquín en Larrabee Studio, West Hollywood, California.
- Masterizado por Chris Gehringer en Sterling Sound, Edgewater, Nueva Jersey.

Personal de producción
- Rosalía Vila - producción, letra, composición; voz, ritmo, arreglos vocales.
- Michael Uzowuru - producción, composición; ritmo.
- David Rodríguez - producción, composición, producción adicional.
- Raúl Alejandro - producción adicional.
- Nicole Esteller - voz de fondo.
- Carolina Hernández - voz de fondo.

Personal técnico
- Manny Marroquin - mezcla
- Zach Peraya - asistente de mezcla
- Jeremie Inhaber - asistente de mezcla
- Anthony Vilchis - asistente de mezcla
- Chris Gehringer - masterización

## Posicionamiento en listas
| Listas (2022)        | Mejor posición |
| -------------------- | -------------- |
| Billboard Global 200 | 187            |
| España (PROMUSICAE)  | 13             |
| Portugal (AFP)       | 163            |

## Historial de lanzamiento
| Región | Fecha               | Formato                    | Sello discográfico | Ref   |
| ------ | ------------------- | -------------------------- | ------------------ | ----- |
| Varios | 18 de marzo de 2022 | Descarga digital streaming | Columbia           | [ 9 ] |